# Nadia Boulanger
För andra betydelser av Boulanger, se Boulanger.
Juliette Nadia Boulanger (franska: [ʒyljɛt nadja bulɑ̃ʒe] ( lyssna), född 16 september 1887 i Paris, död där 22 oktober 1979, var en fransk dirigent, pedagog och tonsättare. Hon studerade komposition för Gabriel Fauré och orgel för Louis Vierne. Boulanger är framför allt känd för sin musikpedagogiska gärning. Hon ägnade också stor kraft att göra kompositören Lili Boulangers musik spelad och känd - Nadias syster, som dog redan vid 24 års ålder. Systrarna Boulanger har fått en krater på Venus uppkallad efter sig.

## Biografi
Boulanger föddes i en musikalisk familj och hennes far, Ernest Boulanger, undervisade vid Conservatoire de Paris där hon själv studerade och senare undervisade. Hon komponerade några små verk, men slutade komponera efter sin systers död 1918. 
År 1921 började Boulanger att undervisa i komposition på American conservatory i Fontainebleau. Under delar av andra världskriget vistades hon i USA där hon undervisade på bland annat Peabody Institute i Baltimore i delstaten Maryland. Hon blev chef för  det amerikanska konservatoriet i Paris 1949.
Boulanger dirigerade flera av sina tidigare elevers verk och var den första kvinnan som dirigerade Royal Philharmonic Orchestra i London. Hon var också bland de första kvinnorna som dirigerade Boston Symphony Orchestra och New York Philharmonic i USA.

## Kända elever
Till Nadia Boulangers studenter kan följande räknas:

- Olivier Bernard
- Leonard Bernstein
- Ulf Björlin
- Elliott Carter[8]
- Marius Constant
- Aaron Copland[8]
- Idil Biret
- Jean Françaix[8]
- Philip Glass
- Jacques Ibert
- Quincy Jones
- Michel Legrand
- Dinu Lipatti
- Igor Markevitch
- Per Nørgård
- Astor Piazzolla
- Walter Piston[8]
- Carin Malmlöf-Forssling

## Utmärkelser
- Prix de Rome,  1908
- Howland Memorial Prize,  1962
- Storofficer av Hederslegionen
- Fellow of the American Academy of Arts and Sciences
- Belgiska Kronorden
- Karl den heliges orden
- Kommendör av Polonia Restituta
- Kommendör av Arts et Lettres-orden

[Redigera Wikidata]